# UFC Fight Night: Tuivasa vs. Tybura
UFC Fight Night: Tuivasa vs. Tybura（ユーエフシー・ファイトナイト：トゥイバサ・バーサス・ティブラ、別名UFC Fight Night 239、UFC on ESPN+ 97）は、アメリカ合衆国の総合格闘技団体「UFC」の大会の一つ。2024年3月16日、ネバダ州ラスベガスのUFC APEXで開催された。

## 大会概要
本大会はタイ・トゥイバサとマルチン・ティブラのヘビー級戦が組まれた。

## 試合結果

### プレリミナリーカード
第1試合 バンタム級 5分3R
○  チャド・アンヘリガー vs.  ハラランボス・グリゴリオウ ×
3R終了 判定3-0（30-27、29-28、29-28）
第2試合 ライト級 5分3R
○  ティアゴ・モイゼス vs.  ミッチ・ラミレス ×
3R 0:15 TKO（右ローキック）
第3試合 女子ストロー級 5分3R
○  ジャケリン・アモリム vs.  コーリー・マッケンナ ×
1R 1:38 腕ひしぎ十字固め
第4試合 148.5ポンド契約 5分3R
○  ダニー・シウバ vs.  ジョシュア・クリバオ ×
3R終了 判定2-1（29-28、28-29、29-28）
※シウバの体重超過によりフェザー級から変更。
第5試合 フライ級 5分3R
○  ジャフェル・フィーリョ vs.  オデー・オズボーン ×
1R 4:27 リアネイキドチョーク
第6試合 137ポンド契約 5分3R
○  チェルシー・チャンドラー vs.  ジョジアニ・ヌネス ×
3R終了 判定3-0（29-28、29-28、29-28）
※チャンドラーの体重超過により女子バンタム級から変更。
第7試合 156.5ポンド契約 5分3R
○  マイク・デイビス vs.  ナタン・レビー ×
2R 1:43 肩固め
※レビーの体重超過によりライト級から変更。

### メインカード
第8試合 ミドル級 5分3R
○  ジェラルド・マーシャート vs.  ブライアン・バーバリーナ ×
2R 4:23 ネッククランク
第9試合 女子バンタム級 5分3R
○  メイシー・チアソン vs.  パニー・キアンザド ×
1R 3:54 リアネイキドチョーク
第10試合 フェザー級 5分3R
○  クリスチャン・ロドリゲス vs.  アイザック・ダルガリアン ×
3R終了 判定2-1（28-27、27-28、28-27）
第11試合 ライトヘビー級 5分3R
○  オヴィンス・サンプルー vs.  ケネディ・エンジーチュクー ×
3R終了 判定2-1（29-28、28-29、29-28）
第12試合 ウェルター級 5分3R
－  ブライアン・バトル vs.  アンジュ・ルーサ －
2R 1:00 ノーコンテスト（偶発的なサミング）
第13試合 ヘビー級 5分5R
○  マルチン・ティブラ vs.  タイ・トゥイバサ ×
1R 4:08 リアネイキドチョーク

### 各賞
ファイト・オブ・ザ・ナイト：該当無し
パフォーマンス・オブ・ザ・ナイト：マルチン・ティブラ、メイシー・チアソン、ジャフェル・フィーリョ、ジャケリン・アモリム
各選手にはボーナスとして5万ドルが授与された。

### カード変更
負傷などによるカードの変更は以下の通り。